# S. Pellegrino Young Chef
S. Pellegrino Young Chef is een jaarlijkse internationale wedstrijd voor chef dat georganiseerd wordt door het water merk San Pellegrino en de cullinaire webstek Fine Dining Lovers. De wedstrijd wordt gehouden sinds 2015 en bestaat uit regionale rondes waarvan de winnaar kan meedingen in de internationale finale.

## Regionale edities
De regionale editie bestrijkt de BeNeLux. 
- 2015 - (Brussel) - Alex Joseph[2]
- 2016 - (Antwerpen) - Andrea Miacola[3]
- 2017 - () - Frederic Chastro[4]
- 2018 ()

## Internationale edities
De internationale finale gaan door in Milaan. 
- 2015 - Mark Moriarty[5]
- 2016 - Mitch Lienhard[6]
- 2017 -
- 2018 - Yasuhiro Fujio [7]